# The Smoke (gruppo musicale)
The Smoke è stato un gruppo musicale britannico attivo dal 1965 al 1976.

## Storia
La band produsse il suo primo singolo con il nome The Shots nel 1965 con l'etichetta discografica Columbia.
Le canzoni erano due: Keep A Hold Of What You've Got e She's A Liar, ma il contratto fu fatto dal gangster Kray Twins.
Nel 1966 uscì l'EP My Friend Jack che, data l'ambiguità sul senso del testo "My friend Jack eat sugar lumps" fu bandita dalla BBC. Vennero scritturati in Germania per l'album It's Smoke Time nel 1966; lì il singolo arrivò primo in classifica. Cooperarono con i Traffic per Utterly Simple, che venne completamente differente da quella contenuta nell'album Mr. Fantasy della band con cui lavorarono.
Circa da quel periodo fino agli anni '70 fu Gill a scrivere la maggior parte delle canzoni.
"Zeke" Lund andò a lavorare come ingegnere del suono per le Boney M., Mick Rowley fece singoli in Germania come la cover I'm A Man di Macho, Geoff suonò nella band Fickle Pickle. Mal Luker ha lavorato come ingegnere del suono in film come Pirati dei Caraibi e Shrek terzo.

## Discografia
Album in studio
- 1967 - ...It's Smoke Time

Singoli
- 1965 - Keep a Hold of What You've Got/She's a Liar (UK) come The Shots
- 1965 - There She Goes/Walk Right Out the Door (UK) come The Shots
- 1967 - My Friend Jack/We Can Take It
- 1967 - High in a Room/If the Weather's Sunny (D)
- 1967 - If the Weather's Sunny/I Would If I Could, But I Can't (UK)
- 1967 - Victor Henry's Cool Book/Have Some More Tea (D)
- 1967 - It Could Be Wonderful/Have Some More Tea (UK)
- 1968 - Utterly Simple/Sydney Gill (UK)
- 1968 - Sydney Gill/It Could Be Wonderful (D)
- 1971 - Ride, Ride, Ride/Guy Fawkes (UK)
- 1972 - Sugar Man/That's What I Want (D)
- 1972 - Jack is Back/That's What I Want (F)
- 1974 - Shagalagalu/Gimme Good Loving (D)
- 1974 - My Lullaby/Looking High (UK)
- 1976 - My Friend Jack/Lady (F)

Raccolte
- 1988 - My Friend Jack

## Formazione
- Geoffrey Robert Gill (batteria e compositore) (15 maggio 1949, York)
- Malcom Luker (chitarra, tastiera) (3 marzo 1946, New Delhi)
- Michael Rowley (cantante) (29 giugno 1946, Scarbough)
- John Lund (basso) (13 novembre 1945, York).